# Гомеопатия
Гомеопа́тия (от греч. ὅμοιος — «подобный» и πάθος — «болезнь») — псевдонаучное направление альтернативной медицины. Сильно разведённые препараты, которые используются в гомеопатии, не имеют доказанной эффективности. Действующее вещество таких препаратов якобы вызывает у здоровых людей симптомы, подобные симптомам болезни пациента. Концепция лечения по принципу «подобное излечивается подобным» (лат. similia similibus curantur) противопоставляется гомеопатами принципам рациональной фармакотерапии.
Теоретическое обоснование гомеопатического принципа не соответствует научным представлениям о функционировании здорового и больного организмов, а клинические испытания гомеопатических препаратов не выявили разницы между эффектом гомеопатических лекарств и плацебо. Это означает, что любые положительные ощущения после лечения гомеопатией объясняются эффектом плацебо и естественным выздоровлением после болезни. Тривиальные вычисления показывают, что в препаратах с разведениями 12C и выше вероятность наличия хотя бы одной молекулы действующего вещества близка к нулю. Научное сообщество расценивает гомеопатию как псевдонауку, шарлатанство и мошенничество.
Всемирная организация здравоохранения предостерегает от гомеопатического лечения инфекционных и любых других серьёзных заболеваний. Как отмечают эксперты организации, «использование гомеопатии не имеет доказательной базы, а в тех случаях, когда применяется в качестве альтернативы основному лечению, оно несёт реальную угрозу здоровью и жизни людей».
Большое число профессиональных медицинских и общенаучных организаций открыто выражают негативное отношение к гомеопатии по причине отсутствия доказательств её эффективности. Среди государственных организаций отрицательные выводы об эффективности гомеопатии были сделаны комитетом по науке и технологии британского Парламента, Федеральной торговой комиссией США, Национальным советом по здоровью и медицинским исследованиям Австралии и другими.
Фонд Джеймса Рэнди готов выплатить миллион долларов тому, кто сможет надёжно и точно отличить гомеопатический раствор от воды. За много лет приз остался невостребованным.
В 2017 году Комиссия по борьбе с лженаукой и фальсификацией научных исследований при Президиуме РАН выпустила меморандум, который признаёт гомеопатию лженаукой. В меморандуме изложены рекомендации, направленные на исключение гомеопатии из системы российского здравоохранения. В рамках меморандума комиссия предложила Министерству здравоохранения РФ исключить медицинское употребление гомеопатии в муниципальных и государственных лечебных учреждениях, а также рекомендовала аптекам не продавать гомеопатические и лекарственные препараты совместно. Документ вызвал оживлённую дискуссию среди научного медицинского сообщества и общественности России.
В 2015 году мировой оборот гомеопатических средств составил 3,8 млрд долларов США.

## Действие гомеопатических препаратов

### Гомеопатические разведения и концентрации

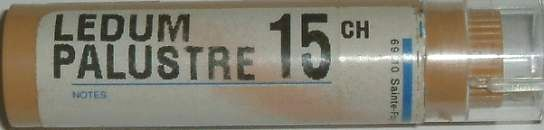
Гомеопатический препарат с разведением «15C». При таком разведении препарат не содержит ни одной молекулы исходного вещества.

Процесс разбавления, уменьшения концентрации исходного вещества в гомеопатии именуется «потенцированием» или «динамизацией». Такое название подчёркивает, что, согласно представлениям Ганемана,
разведение, сопровождающееся встряхиванием (или растиранием для нерастворимых веществ, таких как кварц или раковины устриц), активирует «витальную энергию» разводимого вещества и усиливает («потенцирует») его целебные свойства.
В гомеопатии применяются «десятичные» (1:10) и «сотенные» (1:100) разведения, обозначаемые римской цифрой X (или буквой D) и римской цифрой C соответственно. Эти разведения повторяются многократно, число повторений при этом обозначается цифрой перед символом разведения. Например, повторённое три раза десятичное разведение (1:1000) обозначается «3D», а повторённое двенадцать раз «сотенное» (1:1024) — «12С». Иногда применяют разведения 1:50000, обозначаемые «LM».
Русский изобретатель Семён Николаевич Корсаков предложил для «сотенных» разведений выливать исходный раствор из сосуда и вновь наполнять его нейтральным растворителем. Предполагается, что на стенках сосуда при этом остаётся приблизительно одна сотая от исходного объёма. Такие разведения обозначаются добавлением буквы «К», например «12СК».
Большинство препаратов сегодня представлены разведениями от 3X до 30X, но встречаются и бо́льшие разведения.
Разведение 1 моля «чистого» препарата до концентрации 1 : 6,022⋅1023 (по классификации гомеопатов 11,89С или 23,78D — округления степеней до сотых долей) будет содержать только одну молекулу исходного вещества. Таким образом, вероятность того, что 1 моль разведения 13C содержит хотя бы одну молекулу исходного вещества, равна 1 %, для 14С — 0,01 % и т. д., вероятность того, что эта молекула содержится в одной дозе препарата, — соответственно ещё меньше.
Разведения с индексом 40С приблизительно соответствуют 1 молекуле на всю наблюдаемую Вселенную, а с индексом 200С (Анаферон, Оциллококцинум) 1 молекуле на, соответственно, 10320 Вселенных. Практически можно считать, что разведения с «гомеопатическим индексом» 12С и выше не могут оказывать никакого физического влияния.

### Память воды
Некоторые гомеопаты утверждают, что действие гомеопатических средств при высоких разведениях лишь усиливается, объясняя это тем, что «вода обладает памятью», осуществляющей передачу биологической информации. Но современные научные данные о физико-химических свойствах воды и растворов исключают возможность существования «памяти воды». Гипотеза о существовании «памяти воды» не подтверждена проводившимися исследованиями.
В жидкой воде присутствуют водородные связи между атомами водорода и кислорода соседних молекул, но установлено, что эти связи в воде полностью перемешиваются каждые несколько десятков квадриллионных долей секунды, так что в жидкой воде происходят непрерывные процессы распада и образования локальных ассоциатов из молекул. Из этого следует, что любые возмущения, тем или иным способом внесённые в структуру воды, начнут изглаживаться немедленно после удаления источника возмущений. Иными словами, с любой актуальной для пациента точки зрения долговременной «памяти» у жидкой воды не имеется.
Проблему составляет также то, что при больших разведениях количество примесей в гомеопатическом лекарстве неизбежно окажется больше, чем действующего вещества. Это связано с тем, что:
- в веществе, на котором готовят разведения (вода, сахар), всегда есть примеси;
- водные растворы выщелачивают стекло пробирки, а сахар при перетирании захватывает частички ступки и сам претерпевает химические превращения;
- во время любого разведения в раствор могут попадать частички пыли, состав которых практически непредсказуем;
- никак не объясняется механизм «забывания» водой информации, содержащейся в ней до гомеопатических манипуляций.

Таким образом, даже если допустить наличие у вещества памяти, непонятно, почему вещество должно помнить именно то, что в него добавили на первых стадиях изготовления препарата. Частицы загрязнений, очевидно, должны оказывать большее влияние на гипотетическую структуру воды или сахара, чем то вещество, от которого не осталось ни одной молекулы. Кроме того, гипотеза «памяти воды» никак не объясняет механизм передачи «памяти» сахару и прочим балластным веществам, из которых состоят гомеопатические таблетки. Наиболее популярные формы выпуска гомеопатических препаратов представляют собой именно таблетки и гранулы, не содержащие не только активного вещества, но и «гомеопатической воды», поэтому гомеопатический принцип «памяти воды» фактически не имеет никакого отношения к такого рода гомеопатическим средствам.
Также, если гомеопатические принципы верны, разведение должно усиливать не только положительные действия активного вещества и примесей, но и отрицательные (побочные эффекты). Например, использование в гомеопатии кофеина как снотворного должно приводить к развитию тромбоза. Поскольку гомеопатические средства не вызывают появления у пациентов огромного количества побочных эффектов согласно множеству неизбежных примесей (практически вся таблица Менделеева в следовых количествах присутствует в растворителях), то это указывает на несостоятельность принципов гомеопатии.

### Заявления пациентов об эффективности гомеопатических средств
Некоторые пациенты, принимающие гомеопатические средства, заявляют о том, что эти средства снимают у них симптомы заболевания, улучшают самочувствие или даже излечивают болезнь. Причиной этого является спонтанное улучшение, которое может совпасть по времени с приёмом гомеопатического препарата (в течении многих болезней может происходить улучшение или ухудшение состояния), либо же эффект плацебо (который тоже может наблюдаться при ряде заболеваний). Например, доказано, что при назначении плацебо четыре гомеопатических шарика оказывают более выраженный эффект, чем два, что инъекции физраствором дают больший эффект, чем гомеопатические шарики, и что более крупные и цветные таблетки более эффективны, чем белые таблетки небольшого размера. Кроме того, гомеопаты порой дают пациентам советы насчёт правильного режима дня и питания, что также может приводить к положительному эффекту. Однако при тяжёлых и смертельно опасных заболеваниях (например, при злокачественных опухолях) лечение у гомеопатов вместо лечения у представителей официальной медицины сопряжено с повышенным риском смертности.
Ценность гомеопатических препаратов, даже если они используются ради эффекта плацебо, крайне мала: по современным научным представлениям, плацебо оказывает лишь очень малый терапевтический эффект. Оно может повлиять на самочувствие пациента, уменьшить боль или тошноту, но не изменяет течения болезни. Кроме того, применение плацебо вместо эффективных лекарственных средств грубо нарушает принципы медицинской этики, поскольку пациент при этом подвергается обману, и противоречит принципу добровольного информированного согласия.

## История гомеопатии

### Истоки гомеопатии и основные идеи Ганемана

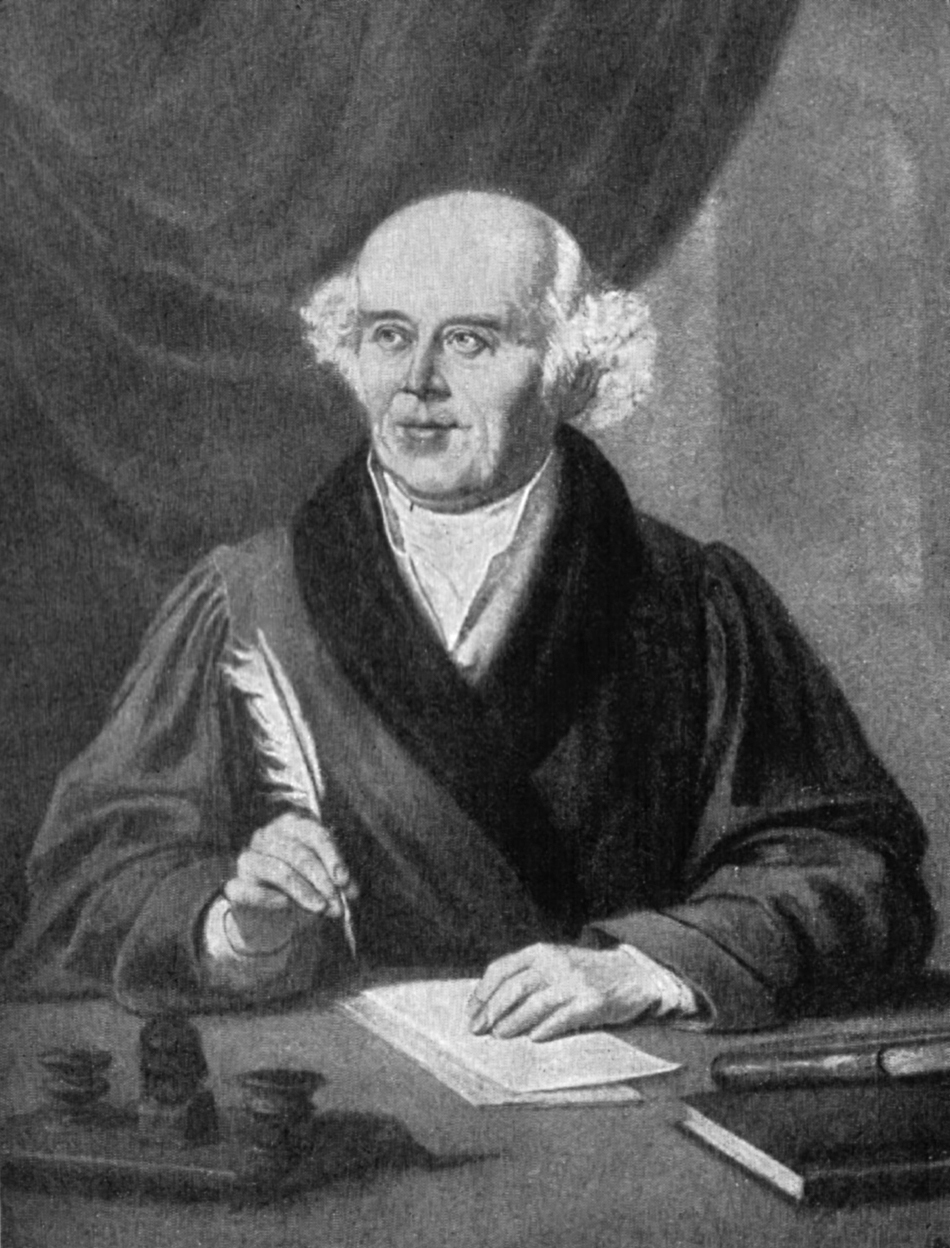
Самуэль Ганеман

Гомеопаты утверждают, что, возможно, гомеопатия возникла около 400 года до н. э., когда Гиппократ прописывал небольшие дозы корня мандрагоры для лечения «мании», считая, что в больших дозах сам корень производит «манию». В XVI веке Парацельс утверждал, что малые дозы «того, что делает человека больным, излечивают его». Название «гомеопатия» было предложено Самуэлем Ганеманом (1755—1843) в конце 1807 года. В 1810 году Ганеман написал книгу «Органон искусства излечения» ( (нем.) Organon der rationellen Heilkunde. Arnoldische Buchhandlung, Dresden 1810), в которой изложил принципы гомеопатии. Книга неоднократно переиздавалась при жизни автора — пятое издание ( (нем.) Organon der Heilkunst) вышло в 1833 году.
Основные идеи гомеопатии появились у Ганемана, когда он переводил медицинский трактат шотландского врача и химика Уильяма Каллена на немецкий язык. Ганеман скептически отнёсся к идее Каллена использовать хинное дерево для лечения малярии и решил проверить на себе, что будет происходить при приёме внутрь коры хинного дерева. В итоге он испытывал жар, дрожь и боли в суставах: симптомы, аналогичные симптомам самой малярии. Исходя из этого, Ганеман пришёл к выводу, что все эффективные препараты у здоровых людей вызывают симптомы, подобные симптомам болезней, которые они лечат, в соответствии с «законом подобия», предложенным врачами древности. Однако позже американскому врачу Оливеру Уэнделлу Холмсу не удалось воспроизвести симптомы Ганемана после употребления коры хинного дерева. В действительности хинин при передозировке или отравлении им обычно вызывает симптомы, не сходные с симптомами малярии.
Последующие научные исследования показали, что хинин вылечивает малярию по той причине, что убивает малярийного плазмодия, то есть механизм действия коры хинного дерева на малярию не имеет никакого отношения к идеям Ганемана. Производные хинина применяются при лечении малярии, но не в гомеопатических количествах, а в очень высоких дозах. При разведении и уменьшении дозы эффективность хинина снижается.
Ганеман начал испытывать, какие эффекты производят различные вещества при употреблении внутрь. Позже эта процедура получила название «гомеопатический прувинг». Поскольку Ганеман считал, что большие дозы лекарств, вызывающих симптомы, сходные с симптомами болезни, способны только усилить болезнь, он разработал технику изготовления сильно разведённых препаратов, которые, как он считал, сохраняют лечебные свойства и не вызывают негативные эффекты. Он полагал, что процесс сильного разведения вызывает и усиливает «лекарственную силу необработанных субстанций».
Несмотря на неэффективность гомеопатических средств, в ряде случаев при их применении возникало объективное улучшение состояния пациентов, в значительной мере связанное с тем, что гомеопаты не использовали традиционные средства лечения — как, например, кровопускание, мышьяк, ртуть, сулему, — которые во многих случаях шли во вред пациентам. По-видимому, это и обусловило высокую популярность гомеопатии в первое время её существования. Также гомеопатию длительное время поддерживала официальная церковь — по той причине, что в гомеопатии терапевтический эффект связывался с «духом» лекарства. Однако в дальнейшем вследствие развития химии и физики классическая медицина сильно обогнала гомеопатию, оставшуюся на старых позициях, которым за более чем 200 лет не нашлось подлинно научного объяснения.

#### Миазмы
Ганеман ввёл понятие «миазмов» (англ. miasms) как «инфекционных причин» (англ. infectious principle), лежащих в основе хронических заболеваний. Он связывал каждый миазм с конкретными заболеваниями и считал, что первоначальное воздействие миазмов вызывает местные симптомы. Если, однако, эти симптомы были подавлены с помощью лекарств, это, по мнению Ганемана, приводило к тому, что миазм проникал глубже и проявлялся в виде заболеваний внутренних органов. Согласно гипотезе Ганемана, в основе всех болезней прямо или опосредованно лежат три миазма: псора, сифилис и гонорейный миазм (sycosis). Наиболее важной из всех трёх Ганеман считал псору и утверждал, что такие заболевания, как эпилепсия, рак, желтуха, глухота и катаракта, могут быть следствием подавления чесотки.

### Взгляды последователей Ганемана в XIX веке

#### Принципы Геринга
В XIX веке ученик Ганемана Константин Геринг, обобщив изложенные в трудах учителя закономерности и, возможно, собственные наблюдения, сформулировал критерии, на основании которых, по утверждению гомеопатов, с высокой достоверностью можно судить о правильности лечебных мероприятий. В гомеопатической литературе они стали известны как принципы (или законы) Геринга. Согласно этим принципам, в процессе выздоровления патологические очаги болезни и соответствующая им симптоматика должны смещаться:
1. От жизненно более важных органов и систем к менее важным.
2. От более глубоких органов к более поверхностно расположенным.
3. От верхних частей человеческого тела к нижним.
4. От более свежих к более старым (принцип «обратного кино»).

#### Реперториум Кента
В конце XIX века Джеймс Тайлер Кент развил философию гомеопатии в книгах «Лекции по философии гомеопатии» и «Лекции по гомеопатической медицине». Кент также составил справочник симптомов «Реперториум», в который вошли 64 000 симптомов, с указанием степени выраженности каждого симптома для отдельных гомеопатических препаратов. «Реперториум» предназначался для подбора препаратов в зависимости от симптомов болезни у пациента.

### Упадок и возрождение гомеопатии
Гипотеза Ганемана, имевшая смысл в контексте XVIII века, в дальнейшем оказалась устаревшей. Благодаря развитию химии и открытию молекулярной структуры вещества очевидным стал вывод, что в многократных разведениях Ганемана не оставалось ни одной частицы того, что он разводил, а благодаря открытию микроорганизмов и их роли в инфекционных заболеваниях сомнению подверглись представления Ганемана о миазмах. Гомеопатия стала предметом насмешек и развлечений: в XIX веке нередко устраивали публичные эксперименты, в рамках которых гомеопатам предлагалось отличить их собственные препараты от обычных сахарных шариков, чего они, как правило, сделать не могли. Тем не менее гомеопатия продолжала существовать во многих странах, была популярна, в частности, среди британских аристократов, но в целом спрос на неё был очень ограничен, и пределы гомеопатических аптек, а также кабинетов немногочисленных врачей-гомеопатов она не покидала.
В 1970-е годы гомеопатия вновь начала пользоваться популярностью благодаря возросшему спросу на методы альтернативной медицины и в сознании обывателя стала отождествляться с полумистическими методами восточной медицины. Как и другие методы альтернативной медицины, гомеопатию начали считать натуральным лечением при помощи сил природы, помогающим активировать естественные ресурсы пациента и тем самым приводить к выздоровлению. Изначальной гипотезе Ганемана это противоречило: «аллопатию» он критиковал как раз за то, что она пытается при лечении копировать природу и неэффективные защитные реакции организма, а ту «жизненную силу», на которую позднее ссылались гомеопаты наряду со сторонниками восточных учений, Ганеман называл «величайшим злом нашего земного бытия, искрой, зажигающей бесчисленные болезни, терзающие человечество сотни и тысячи лет, хронические миазмы — псору, сифилис, сикоз, — ни один из которых не может быть ею не только изгнан, но хотя бы немного ослаблен».
Благодаря новому образу гомеопатии ей удалось добиться большой популярности, с конца 1970-х годов продажи гомеопатических препаратов выросли за несколько лет на порядок. Возникло множество новых компаний-производителей, стали выходить большими тиражами книги о гомеопатии. Рост её популярности длился вплоть до начала XXI века.

### История гомеопатии в России

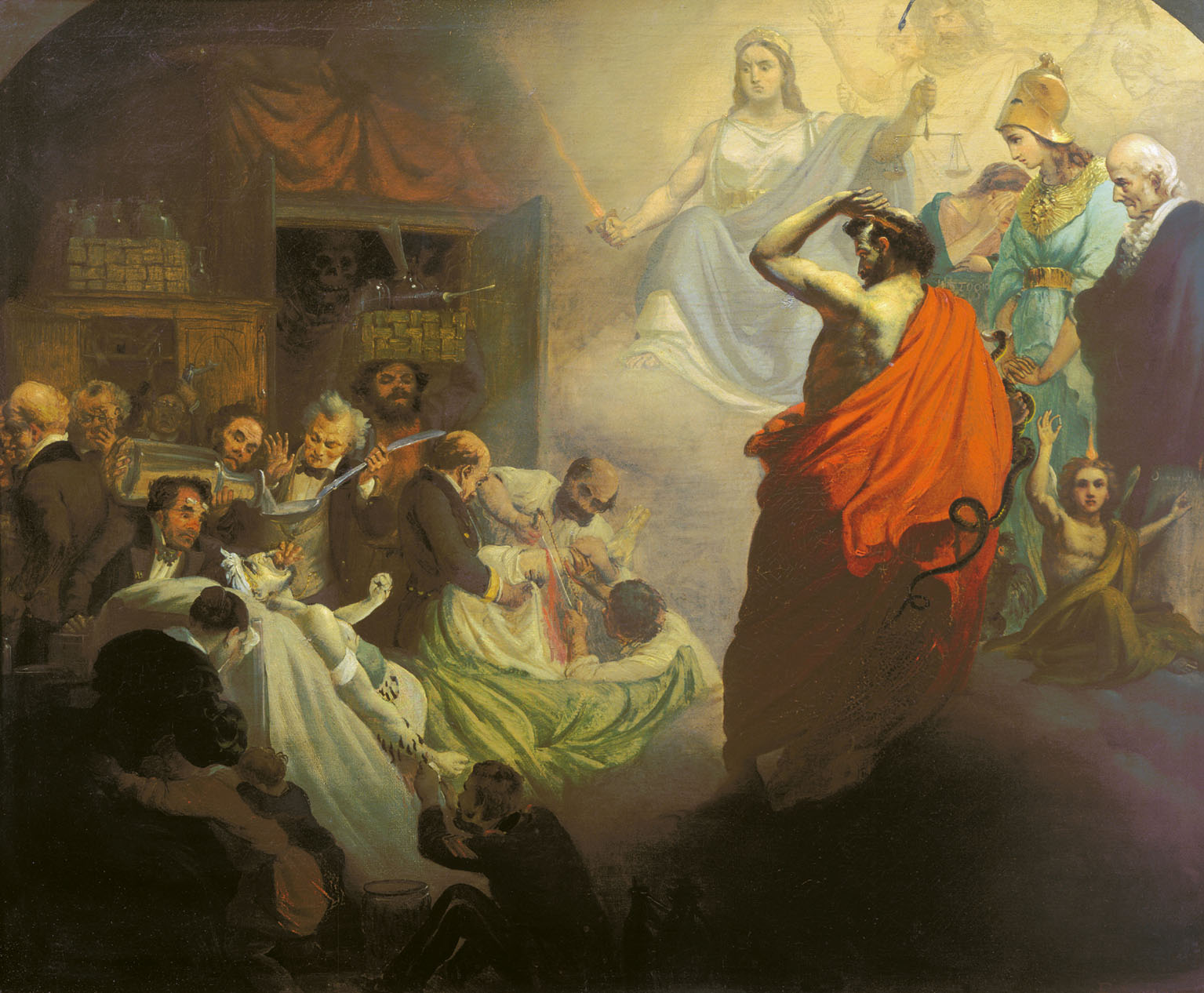
Гомеопатия, взирающая на ужасы Аллопатии. А. Е. Бейдеман, 1857

Одними из первых врачей-гомеопатов в Российской империи были Шеринг (нем. Scherring) в Санкт-Петербурге, Штегеман (нем. Stegemann, ? — 1835) в Лифляндии и Бижель (фр. Bigel, 1769 — ?) в Польше. Шеринг узнал о гомеопатии от доктора Адама, который познакомился с Ганеманом в 1823 году и на следующий год приехал в Петербург из Германии. Бижель, будучи лейб-медиком при дворе великого князя Константина Павловича, в 1822 году посетил Дрезден и там был свидетелем жарких дискуссий между сторонниками и противниками Ганемана. Приобретя и изучив «Органон», он стал использовать гомеопатию в своей повседневной практике. В 1825—1847 годах Бижель написал ряд трудов, за один из которых — «Экзамен теории и практики по методу лечения доктора Ганемана» (Лион, 1832) — был награждён орденом почётного Легиона. Первые попытки внедрения гомеопатии в систему государственной медицины были предприняты в 1831 году графом Н. С. Мордвиновым, после того как тот узнал о случаях успешного применения гомеопатии при лечении холеры. Стараниями Н. С. Мордвинова и других сторонников нового метода из числа дворянской верхушки в 1833 году в России при запрещении гомеопатии в правительственных и общественных больницах частная гомеопатическая практика была официально разрешена и были учреждены первые специальные гомеопатические аптеки, а затем и больницы.
Значительный вклад в развитие гомеопатии в Российской империи внёс лейб-медик императора Николая I М. М. Мандт. В лекциях по терапии Мандт излагал свою «атомистическую систему» лечения болезней и, по сути, был первым лейб-медиком гомеопатом. Он отбросил сложную рецептуру и уменьшил дозы лекарственных веществ. Мандт настолько убедил императора в действенности своей «атомистической теории», что по Высочайшему повелению военные врачи должны были на смотрах и учениях носить на перевязи особые сумки с «атомистическими» лекарствами для подачи первой помощи заболевшим нижним чинам. Брошюра на немецком языке, в которой была изложена теория Мандта, по приказанию императора Николая I была переведена на русский язык и разослана при циркуляре Генерального штаба для руководства во все военные госпитали.
Пока Мандт являлся лейб-медиком императора, его «атомистическая теория» считалась общепризнанной и была вне критики, но после смерти Николая I она была немедленно развенчана. В 1856 году для оценки лечения по «атомистическая методе» была учреждена по Высочайшему повелению Александра II специальная комиссия, в которую вошли профессора Медико-хирургической академии. Неблагоприятное заключение комиссии немедленно похоронило «атомистическую» теорию.

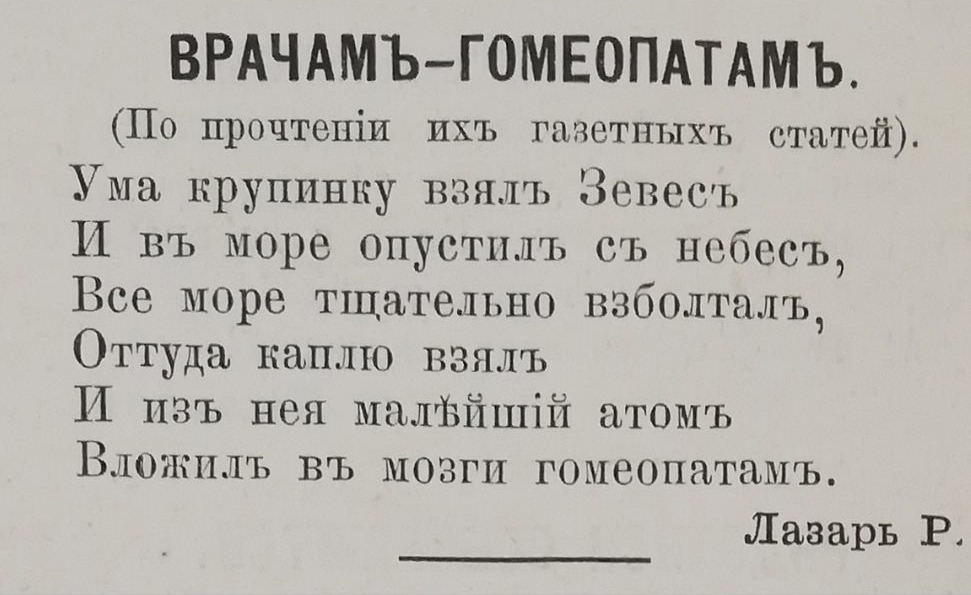
Сатирический стих «Врачамъ-гомеопатамъ». Журнал «Осколки», № 1, 1883 год

Несмотря на это развитие российской гомеопатии не остановилось: подготавливаются переводы европейских трудов по гомеопатии, в Санкт-Петербурге организуется издание ежемесячного журнала «Гомеопатическое лечение», появляются первые гомеопатические аптеки. К 1868 году профессия врача-гомеопата в России достигает значительной автономии в связи с учреждением Общества врачей, занимающихся гомеопатическим лечением. Однако уже в 1910-м году в «Энциклопедическом словаре» Ф. Ф. Павленкова отмечено, что гомеопатия не имеет научных оснований.
А. В. Луначарский отнял у гомеопатов Центральный дом в Ленинграде и отдал его рентгенологам.
В 1938 году приказами № 152, № 500 и № 566 Наркомздрава СССР были ликвидированы все гомеопатические общества в СССР, отмечено «преобладание во всей работе гомеопатических лечебниц и врачей гомеопатов одиночек почти исключительно неприкрытого стремления к наживе», гомеопатам было запрещено проводить лечение ряда заболеваний, как на дому, так и в лечебных учреждениях.
На основании фактов грубейшего нарушения порядка обследования и лечения больных врачами-гомеопатами Н. М. Вавиловой и А. Ф. Александровым, отмеченных в приказах Министерства здравоохранения СССР в 1966−1968 г.г., в 1968 г. министр здравоохранения СССР Б. Петровский издал приказ, запрещающий преподавать гомеопатию, издавать гомеопатическую литературу и использовать гомеопатические препараты. Этим приказом были также отменены все ранее изданные документы, регламентирующие работу врачей-гомеопатов, работу гомеопатических учреждений и применение в медицинской практике гомеопатических средств.
В 1995 году первый заместитель министра Министерства здравоохранения и медицинской промышленности РФ А. Д. Царегородцев издал приказ № 335 от 29.11.1995 «Об использовании метода гомеопатии в практическом здравоохранении», которым давалось разрешение на использование метода гомеопатии в здравоохранении РФ и вводилась нормативная документация, регламентирующая «деятельность врача, использующего метод гомеопатии». Целью приказа было объявлено «дальнейшее совершенствование исследования метода гомеопатии в Российской Федерации». Приказ, тем не менее, не вносил изменения в номенклатуру медицинских специальностей. Согласно приказу, «врач, использующий гомеопатический метод», — это специалист с высшим медицинским образованием по специальности «лечебное дело», «педиатрия» или «стоматология», прошедший обучение в области гомеопатии и имеющий соответствующее удостоверение государственного образца.
К концу 2000 годов позиция Минздрава по отношению к гомеопатии сменилась на более сдержанную. Были ликвидированы «Координационный совет по гомеопатии» и «Федеральный научный клинико-экспериментальный центр традиционных методов диагностики и лечения», в составе которого функционировал «Институт натуротерапии и гомеопатии». Официальный статус гомеопатии по-прежнему остаётся недостаточно определённым: так, гомеопатия отсутствует в Номенклатуре медицинских специальностей, в Общероссийском классификаторе занятий применение гомеопатических методов отнесено к обязанностям среднего медицинского персонала, в Государственном реестре профессий рабочих и должностей служащих профессия «гомеопат» не значится. По оценкам некоторых исследователей (данные на 2013 год), Минздрав РФ занимает индифферентную позицию по вопросам развития гомеопатического метода и включения его в процессы модернизации российского здравоохранения.
Однако 26.10.2015 был принят Приказ Минздрава России № 751н «Об утверждении правил изготовления и отпуска лекарственных препаратов для медицинского применения аптечными организациями, индивидуальными предпринимателями, имеющими лицензию на фармацевтическую деятельность», в котором особое внимание уделено именно гомеопатии.
В 2015 году в связи с публикацией статьи И. Г. Краснопольской о лечении злокачественных опухолей методами гомеопатии 25 российских медицинских журналистов обратились с открытым письмом к главному редактору «Российской газеты» с просьбой удалить эту статью с сайта газеты. Авторы открытого письма указывают на ряд неточностей, допущенных в статье: «Операция по удалению опухоли преподносится как „калечащая“ и „уродующая“, а гомеопатическое вмешательство оценивается как безопасная и эффективная альтернатива. Поверив ложным заявлениям об эффективности альтернативного метода, больной в каких-то случаях может даже отказаться от средств официальной медицины».
В 2016 году Национальный совет по гомеопатии подал в суд на издание «Вокруг света», опубликовавшее статью научного журналиста Аси Казанцевой «Растворённая магия» с изложенными в ней фактами о том, что передозировки гомеопатических псевдолекарств не оказывают никакого эффекта на здоровье человека, потребовав опровержения и публикации своей статьи с пропагандой гомеопатии как серьёзного метода лечения, и проиграл дело — суд отклонил его требования в полном объёме.
По данным 2017 года чуть меньше пятой части россиян пробовали лечиться гомеопатическими препаратами.
В 2017 году Комиссия по борьбе с лженаукой и фальсификацией научных исследований опубликовала меморандум, определяющий гомеопатию как лженауку, в ходе критики которого к проблемам и перспективам гомеопатии было привлечено внимание как её сторонников, так и противников.
После публикации меморандума две российские компании с одним директором, производящие и применяющие гомеопатические препараты в ветеринарии, подали иски против РАН и Комиссии по борьбе с лженаукой. Истцы требовали компенсации моральных и материальных потерь, связанных с опубликованием меморандума. В 2018 году оба иска ветеринарных компаний были отклонены судом.

## Виды гомеопатии
С точки зрения физики и химии, а также доказательной медицины, нет никакой разницы между разными видами гомеопатии.
В культуре[уточнить] принято выделять гомотоксикологию, классическую гомеопатию, гомеопатию высоких разведений.
Следующие три направления в гомеопатии называются по именам авторов методик:
- гомеопатия Ганемана (классическая гомеопатия);
- гомотоксикология Ганс-Генриха Рекевега;
- гомеопатия Эпштейна («релиз-активные препараты»).

## Гомеопатия и фитотерапия
Ряд гомеопатических средств приготавливается из растительного сырья. В этих средствах исходное сырьё присутствует в сверхмалых, неизмеримых количествах. Вероятность обнаружения хотя бы одной молекулы действующего вещества в таком гомеопатическом препарате крайне низка. Гомеопатию не следует путать с лечением травами (фитотерапией) — в фитотерапии применяются рецептуры с высоким (измеримым) содержанием получаемых из растительного сырья активных веществ. Хотя действие многих травяных препаратов не доказано, эффективность некоторых из них может быть научно правдоподобна, в отличие от гомеопатии. В своём меморандуме «О лженаучности гомеопатии» Комиссия по борьбе с лженаукой рекомендовала Федеральной службе по надзору в сфере здравоохранения пресекать попытки продажи препаратов, содержащих значительное количество активного вещества, под видом гомеопатических.
Представление, будто гомеопатия лечит исключительно растительными препаратами, ошибочно. В действительности при приготовлении гомеопатических препаратов используют и искусственные, синтетические, порой даже токсические вещества (могут применяться в том числе ртуть, свинец, радиоактивный уран, от которых, впрочем, после многократных разведений не остаётся ни одной молекулы).

## Гомеопатия и медицина
Некоторые современные гомеопаты по-прежнему считают общепринятую, «ортодоксальную» медицину аллопатией, хотя это утверждение спорно (так, например, идея вакцинации похожа на принцип «подобия»). Более корректным термином является термин «доказательная медицина», принцип которой — лечить тщательно проверенными средствами, польза которых превышает вред. Именно это (а не соответствие или несоответствие гомеопатическому принципу подобия) и отличает классическую медицину от гомеопатии. Хотя не все препараты, применяющиеся в классической медицине, действительно являются эффективными (некоторые из них не прошли качественные клинические испытания), а некоторые из лекарств оказываются опасными, но в целом классическая медицина всё же стремится, в отличие от гомеопатии, рассматривать соотношение пользы и риска при выработке рекомендаций к лечению и использует многие препараты с доказанной эффективностью. В этом и заключается отличие «аллопатических» препаратов от гомеопатических, которые не имеют доказанной эффективности ни по одному показанию и применение которых основано по сути на антинаучных принципах.

### Место гомеопатии в системе медицинской помощи: история и современность
Так как концепция гомеопатии, развитая впоследствии Ганеманом, зародилась в средневековой медицине, когда знаний о происхождении болезней (см. Этиология) было недостаточно, гомеопатия вобрала в себя элементы различных алхимических процедур и философских воззрений. В настоящее время в общепринятой медицине большинства стран концепция гомеопатии почти не используется (важные исключения — Индия, Пакистан и Мексика) и является скорее комплементарной медициной.
Гомеопатия в настоящее время переживает серьёзный кризис. Это вызвано, во-первых, тем, что значительная часть положительных эффектов от применения методов гомеопатии (не признаваемых официальной медициной) может быть объяснена эффектом плацебо и неосознанным внушением со стороны обычно очень внимательного к пациенту врача-гомеопата. Не способствует развитию гомеопатии и постоянная «война» внутри идеологии — сторонники «высоких разведений» совершенно не находят общего языка с адептами низких и средних разведений, а адепты «монотерапии» не согласны с возможностью приёма нескольких дополняющих средств («полипрагмазии»).
Кроме того, идеологию гомеопатии взяли на вооружение и многочисленные шарлатаны от медицины, понимающие, что психотерапевтического эффекта от «гонимой», «оппозиционной» гомеопатии в сочетании с индивидуальным внушением часто вполне достаточно для излечения или хотя бы для временной кажущейся компенсации множества проблем здоровья. Однако у таких шарлатанов есть и «оправдание»: «ортодоксальный», но невнимательный врач порой может нанести больше вреда больному — например, назначая неоправданную терапию малоисследованными модными лекарственными препаратами или неоправданное оперативное вмешательство, — чем шарлатан своим чисто психологическим эффектом «лечения». Известны случаи, когда совершенно «законные», фармакопейные лекарственные препараты были сняты с производства или ограничены в использовании спустя десятки лет активного применения из-за неверно определённого соотношения «польза-вред» при их разработке (белый мышьяк, кокаин, талидомид и т. д.).
Современным средством для проверки всех утверждений ортодоксальной и классической, народной и нетрадиционной медицины является доказательная медицина. Большое число существующих клинических испытаний по гомеопатическим препаратам проводятся не в соответствии с международными стандартами доказательной медицины. При этом чем менее доказательны исследования, тем выше вероятность подтверждения эффективности гомеопатического средства, и наоборот — чем выверенней испытание, тем менее вероятно, что эффект превзойдёт плацебо.

### Доказательная медицина и исследования эффективности гомеопатии

#### Систематические обзоры иметаанализы
Эффективность гомеопатии стали подвергать сомнению в связи с получением результатов ряда обзоров и клинических исследований. На сайте Национального центра комплементарной и альтернативной медицины Национального института здоровья США можно прочесть, что «результаты отдельных контролируемых исследований по гомеопатии противоречивы… Трудно или невозможно привести доказательства эффективности гомеопатии при каком бы то ни было заболевании». Сведения о многоцентровых плацебо-контролируемых исследованиях в области гомеопатии весьма ограничены и требуют дополнительной проверки.
Необходимым инструментом обобщения доказательств терапевтической эффективности являются метаанализы, которые включают в себя статистическую обработку результатов нескольких рандомизированных клинических исследований и систематических обзоров публикаций. Ранние систематические обзоры и метаанализы по сравнению эффективности гомеопатических препаратов с плацебо чаще давали положительные результаты, но в целом оказались неубедительными. В частности, в трёх таких крупных метаанализах было отмечено, что нельзя сделать однозначного вывода об эффективности гомеопатии по причинам методологических недостатков в первичных исследованиях и трудностей за контролем объективности авторов первичных исследований. Положительный вывод об эффективности гомеопатии, полученный в одном из самых известных ранних метаанализов, опубликованном в журнале «The Lancet» в 1997 году, позже был опровергнут самими же авторами:

…признаки необъективности [в анализируемых исследованиях] ослабляют выводы нашего первоначального анализа. С момента завершения в 1995 году отбора работ для нашего обзора было опубликовано значительное число новых клинических исследований гомеопатии. Тот факт, что многие из этих новых качественных исследований… дали негативные результаты, а также обновленная версия нашего обзора, в части… классической или индивидуализированной гомеопатии, судя по всему, подтверждают вывод о том, что более качественные исследования дают более скептические результаты. По-видимому, что наш [исходный] метаанализ, как минимум, преувеличил воздействие гомеопатического лечения
В 2002 году систематический обзор имеющихся систематических обзоров подтвердил, что более качественные испытания, как правило, имеют менее положительные результаты и не обнаруживают никаких убедительных доказательств того, что любой гомеопатический препарат оказывает клинические эффекты, отличные от плацебо.
Авторы метаанализа, опубликованного 27 августа 2005 года в журнале «The Lancet», сделали вывод о том, что клиническая польза приёма гомеопатических препаратов обусловлена эффектом плацебо. Группа исследователей из Швейцарии и Великобритании провела поиск в 19 электронных базах данных рандомизированных плацебо-контролируемых исследований применения гомеопатических препаратов, опубликованных с 1995 по 2003 год. Было выявлено 110 таких исследований и сопоставлено со 110 испытаниями негомеопатических лекарственных средств из базы данных Кокрейновского сотрудничества, отобранными согласно заболеваниям, при которых применялись препараты, и критериям оценки результатов лечения. В каждом из исследований, методологическое качество которых было тщательно оценено, в среднем участвовали 65 пациентов с различными патологиями: от ОРЗ до заболеваний хирургического профиля. Среди исследований гомеопатических препаратов только в 16 % случаев применялась классическая гомеопатия[уточнить].
Исследования в обеих группах были близки по методологическому качеству, при этом в 19 % исследований применения гомеопатических и 8 % — негомеопатических препаратов качество было очень высоким. Результаты большинства из них оказались позитивными, причём эффект лечения оказался выше в менее крупных исследованиях, качество которых было ниже. Однако при анализе только крупных исследований высокого качества (с адекватными рандомизацией, маскированием и анализом результатов) не выявилось существенных отличий между эффектами гомеопатических препаратов и плацебо (8 исследований), тогда как в исследованиях негомеопатических препаратов (6 исследований) показан значительный эффект.
В 2015 году Совет по медицинским исследованиям Австралии, проанализировав 1800 публикаций результатов клинических исследований, пришёл к выводу, что в исследованиях не обнаружено доказательств пользы гомеопатии при лечении рассмотренных заболеваний (61 заболевание), так как ни в одном качественном исследовании с достаточным размером выборки не подтверждено, что гомеопатия действует эффективнее, чем плацебо.
При обсуждении положительных результатов испытаний гомеопатических препаратов некоторые исследователи обращают внимание на их эффективность в отношении животных, однако в настоящее время нет сведений об исследованиях в области ветеринарной гомеопатии, удовлетворяющих требованиям доказательной медицины. Результаты подобных испытаний в ветеринарии спорны в том числе и потому, что эффект от применения действующих препаратов или плацебо на животных оценивают их владельцы. Управление контроля качества продуктов и лекарств (США) не одобрило применение гомеопатических препаратов в ветеринарной практике.

#### Позиция научных организаций
Согласно данным современной доказательной медицины, эффективность гомеопатических препаратов не превышает эффекта плацебо.
FDA выпустило письмо, предостерегающее от лечения гриппа гомеопатическими средствами.
ВОЗ считает опасным доверять лечение инфекционных заболеваний гомеопатическим средствам, в том числе лечить ими ВИЧ, малярию и туберкулёз.
Национальный совет по здоровью и медицинским исследованиям Австралии официально заявил, что гомеопатия не несёт пользы здоровью и может навредить.
В 2013 и в 2015 годах Американская академия клинической токсикологии (англ. American Academy of Medical Toxicology) и Американский колледж клинической токсикологии (англ. The American College of Clinical Toxicology) опубликовали рекомендацию не использовать гомеопатию для лечения и профилактики заболеваний и отмечали, что нет доказательств эффективности гомеопатического лечения и что, более того, оно может нанести вред, например задерживая начало конвенционального лечения.
В феврале 2017 Комиссия по борьбе с лженаукой и фальсификацией научных исследований при Президиуме Российской академии наук выпустила меморандум, который признаёт гомеопатию лженаукой. Как отмечается в меморандуме, «принципы гомеопатии и теоретические объяснения механизмов её предполагаемого действия противоречат известным химическим, физическим и биологическим законам, а убедительные экспериментальные подтверждения её эффективности отсутствуют». В меморандуме изложены рекомендации, направленные на исключение гомеопатии из системы российского здравоохранения. В рамках меморандума комиссия предложила Министерству здравоохранения РФ исключить медицинское употребление гомеопатии в муниципальных и государственных лечебных учреждениях, а также рекомендовала аптекам не продавать гомеопатические и лекарственные препараты совместно.
В сентябре 2017 года Совет европейских академий наук (включающий в себя представителей 29 национальных и международных европейских академий) выпустил заявление, в котором подвергалась резкой критике гомеопатия и утверждалось, что заявляемые принципы действия гомеопатических средств неправдоподобны и находятся в противоречии с общераспространёнными научными концепциями, а также что не существует известных заболеваний, для которых имеются надёжные доказательства, что гомеопатия эффективнее плацебо. Как отмечалось в документе, гомеопатическое лечение может нанести значительный ущерб пациенту, если из-за этого откладывается лечение, основанное на принципах доказательной медицины; а кроме того, существуют проблемы с безопасностью гомеопатических средств, связанные с низким качеством контроля при их приготовлении. В заявлении Совета суммировались результаты научных исследований, обзоров и парламентских отчётов, показавших бесполезность гомеопатических средств.

#### Выводы государственных структур
В 2010 году Комитет по науке и технологии британского Парламента издал документ о проверке доказательной базы гомеопатии. Согласно выводам Комитета, государственная медицинская страховка не должна покрывать гомеопатическое лечение, так как «систематическая оценка и метаанализ окончательно демонстрируют, что гомеопатические продукты работают не лучше плацебо». Кроме того, Комитет указал Агентству по контролю над лекарствами и здравоохранением, что не стоит лицензировать гомеопатические препараты, поскольку это создаёт у публики иллюзию, будто ей предлагают действительно актуальные лекарственные средства. Среди выводов документа содержатся также оценки базовых принципов гомеопатии. Согласно этим выводам, принцип «лечения подобного подобным» не имеет теоретического основания и не способен обеспечить обоснованный режим терапевтического применения гомеопатических продуктов, а идея о том, что при сверхсильном разведении сохраняются следы растворённых веществ, с научной точки зрения несостоятельна.
В 2014 году Национальный совет по здоровью и медицинским исследованиям Австралии сделал заключение о неэффективности гомеопатического подхода к лечению болезней.
В 2016 году Федеральная торговая комиссия США (FTC) обязала производителей гомеопатических препаратов информировать потребителей о том, что гомеопатия основана на теориях XVIII века, а сами препараты не проходят необходимые клинические испытания и не одобрены медицинскими экспертами. FTC опубликовала доклад, в котором изложила позиции гомеопатов, тех, кто настроен по отношению к гомеопатии скептически, и тех, кому доводилось её употреблять. Специалисты организации пришли к выводу, что нет никаких оснований не подвергать рекламные обещания производителей гомеопатии такому же контролю, как и рекламу лекарств. Информация на упаковках, по мнению специалистов, предстаёт в искажённом виде. Чтобы внести ясность, производители теперь должны будут указывать, что их продукт не тестировался и изготовлен в соответствии с принципами, не имеющими доказательной базы.
В том же году Совет Евразийской экономической комиссии принял решение, что в маркировке гомеопатического лекарственного препарата, зарегистрированного по упрощённой процедуре регистрации, должна присутствовать запись: «Гомеопатический лекарственный препарат без одобренного показания к применению».
В июле 2017 года Национальная служба здравоохранения Англии объявила о запрете на гомеопатию, поскольку «гомеопатия есть в лучшем случае плацебо и растрата ограниченных финансов службы, которые можно было бы использовать на действительно работающее лечение», а в 2018 году — прекратила финансирование гомеопатии в Королевской лондонской больнице интегративной медицины (англ. Royal London Hospital for Integrated Medicine) — старейшем и крупнейшем лечебном учреждении с гомеопатией, ранее называвшимся Королевской лондонской гомеопатической больницей (англ. Royal London Homeopathic Hospital).
Согласно Общероссийскому классификатору занятий (официальному документу Министерства труда и социальной защиты Российской Федерации), гомеопатов относят не к группе «Врачи-специалисты», включающую в себя офтальмологов, эндокринологов, хирургов и др, а к профессиональной категории «Высококвалифицированные целители и практики альтернативной и народной медицины», к которой относятся также иглотерапевты, натуропаты, врачи аюрведической медицины.

### Безопасность гомеопатических средств

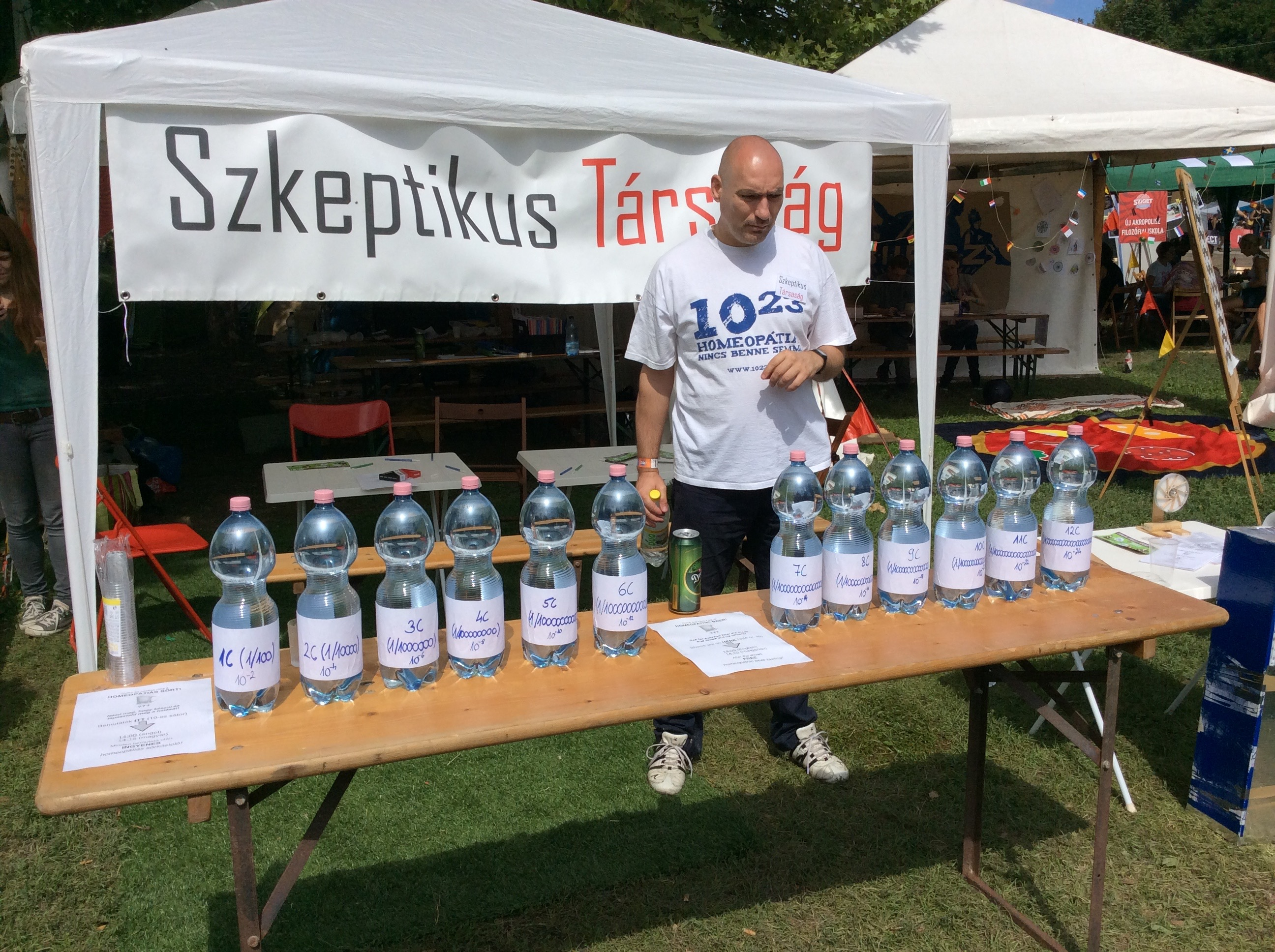
Демонстрация приготовления «гомеопатического пива» в 2014 году в Будапеште

Гомеопатические препараты с разведениями 12C и выше не содержат значимых количеств какого-либо действующего вещества, а представляют собой в основном нейтральные воду, этанол или сахар. В соответствии с числом Авогадро гомеопатические средства могут не содержать ни одной молекулы действующего начала, остаётся только растворитель — спирт или вода (иногда ею импрегнируют сахар). Таким образом, безопасность гомеопатических лекарств для организма человека многим представляется очевидной и не требующей дополнительной проверки. Тем не менее, безопасность применения гомеопатических препаратов никогда не подвергалась систематической научной проверке. Вопрос о безопасности гомеопатического метода в целом не сводится лишь к свойствам самих препаратов. Потенциальный вред гомеопатического лечения возможен в тех случаях, когда пациент отказывается от эффективной медицинской помощи в пользу гомеопатического лечения, потенциально увеличивая риск развития нежелательных исходов заболевания, которые в противном случае могли бы быть предотвращены с помощью своевременного традиционного медицинского вмешательства. Нередко такое поведение приводило к гибели людей, в том числе детей, которых родители лишили адекватного лечения по причине веры в гомеопатию.
В 2009 году стал известен случай попытки использования гомеопатического препарата для самоубийства: певица Алекса Рей Джоэл (дочь Билли Джоэла) проглотила 15 таблеток гомеопатического препарата «Траумель», заявленного изготовителем в качестве обезболивающего средства, а затем вызвала скорую медицинскую помощь, которая отвезла её в больницу, где врачи, не оказав ей лечения, отпустили её домой, поскольку никакого эффекта на её организм приём этих таблеток не оказал. В 2010 году около 500 человек в Великобритании, Канаде и Австралии устроили флеш-моб — они собрались около аптек, торговавших гомеопатией, и устроили себе сильную передозировку гомеопатических препаратов. Никакого эффекта эти препараты не оказали ни на одного из них.
В то же время существуют препараты, называемые гомеопатическими, однако содержащие действующее вещество в значительных количествах (в низком разведении). Такие препараты могут вызывать побочные эффекты и взаимодействовать с лекарственными средствами. Кроме того, процедуры производства, хранения, стабильность состава и свойств гомеопатических препаратов обычно не контролируются так строго, как производство обычных лекарств, и поэтому, вопреки утверждениям производителей, гомеопатические средства могут содержать токсичные вещества в опасных концентрациях. Нельзя исключить повышенный риск загрязнения гомеопатических средств также микроорганизмами.
В 2009 году FDA (Управление по санитарному надзору за качеством пищевых продуктов и медикаментов США) сообщило о случаях аносмии (потери обоняния) в результате применения содержащих цинк средств от насморка и простуды компании Zicam, продаваемых как гомеопатические препараты, и предупредило потребителей об опасности этих средств.
В 2010 году FDA на основании расследования более 400 сообщений о судорогах, лихорадке и рвоте, а также 10 случаев смерти младенцев, сделало вывод об опасности применявшихся для облегчения болей при прорезывании зубов средств фирм Hyland’s и CVS, маркированных как гомеопатические и содержавших яд белладонны.
В 2014 году в отношении продукции гомеопатической компании Терра-Медика (англ. Terra-Medica) была обнаружена потенциальная опасность содержания незаявленного пенициллина или его производных. Такие лекарства могут вызвать сильные аллергические реакции. После вмешательства FDA Терра-Медика отозвала из продажи в США свою продукцию.
Так как многие гомеопатические препараты производят из лактозы (молочного сахара), они могут быть опасны для пациентов с тяжёлой непереносимостью лактозы.
В апреле 2015 года FDA объявило о пересмотре требований к препаратам, маркированным как гомеопатические, и провело публичные слушания на тему их применения и правоприменительной практики в отношении таких лекарственных средств с целью пересмотра нормативно-правовой базы.
В 2016 году FDA предупредило потребителей об опасности применения гомеопатических зубных таблеток и гелей, которые могут наносить вред здоровью детей из-за нарушений техники производства.

## Гомеопатия и образование
В 2007 году в некоторых университетах Великобритании (Вестминстерский университет, Университет Центрального Ланкашира, Салфордский университет) велась подготовка бакалавров наук по альтернативной медицине, включая и гомеопатию. Вестминстерский университет закрыл курс гомеопатии после того, как тот был широко высмеян (и университет понёс репутационные потери).
С 2012 года степень по альтернативной медицине, включая гомеопатию, более невозможно получить в публично финансируемых университетах Великобритании.
В 2017 году Оксфордский университетский колледж отказал в проведении гомеопатической конференции на своей территории.

## Практика законодательного регулирования
Законодательства разных стран по-разному регулируют использование гомеопатического метода.
В России применение гомеопатии регламентируется следующими нормативными актами:
- Приказ № 335 Минздрав РФ от 29.11.95 «Об использовании метода гомеопатии в практическом здравоохранении»[107].

## Гомеопатия и религия
Евангельские христиане-баптисты негативно относятся к гомеопатии и приравнивают её к экстрасенсорике, биоэнергетике, уфологии, учению о карме и парапсихологии.
Профессор О. Прокоп, директор Института судебной медицины (ГДР), в 1971 году объяснял временно возникающее у пациента облегчение вследствие использования гомеопатических средств оккультным действием.

#### Мнения представителей православия
Изначально гомеопатическая теория и практика имела большое распространение в церковной среде РПЦ (как среди клира, так и среди мирян) XIX — начала XX века, а также имеет некоторое распространение и в XXI веке.
Вопрос гомеопатии обсуждался на заседании Церковно-общественного совета по биомедицинской этике. Одним из критиков гомеопатии является председатель совета по государственной религиоведческой экспертизе при Минюсте РФ, заведующий кафедрой сектоведения ПСТГУ профессор Александр Дворкин.
По мнению врача, священника больничного храма Новосибирской областной клинической больницы Евгения Самойлова, эффект от лечения телесных недугов с помощью гомеопатии основан на действии тёмных сил и самовнушении (плацебо), поэтому очевидна несовместимость православного вероисповедания и гомеопатии; механизмы фармакодинамики гомеопатических лекарственных веществ не изучены; широкое распространение оккультного лечения «гомеопатией» стало возможным по причине слабой информированности и низкой духовности общества; благословения православными священниками на занятия гомеопатией, возможно, являются следствием их заблуждений.
Преподобный Паисий Святогорец с сильным недоверием относился к гомеопатии. Афонский старец Григорий, ученик и сподвижник святого Паисия, считал, что «гомеопатическое лечение абсолютно недопустимо для православного христианина. Я много раз слышал мнение по этому вопросу старца Паисия, называвшего гомеопатические препараты „диавольскими порошками“. Скажу больше. Лично знаю сотни людей, которых использование гомеопатического лечения увело от Церкви. В йогу, восточные религии и т. д.».

## Гомеопатия и бизнес
В 2015 году мировой оборот гомеопатических средств составил 3,8 млрд долларов США, и, согласно прогнозам Transparency Market Research, его рост в среднем составит 18,2 % в 2016—2024 годах.
В первых трёх кварталах 2018 года в России на 22,5 % снизились продажи самого популярного в стране гомеопатического препарата «Оциллококцинум».
Есть много препаратов с маркировкой «гомеопатическое средство», содержащих значимые количества действующего вещества, что не соответствует принципу гомеопатии. По мнению врача, научного журналиста Алексея Водовозова,
это связано с особенностью законодательства. В российских нормативных актах «гомеопатическое лекарственное средство» имеет упрощённую форму регистрации по сравнению с полноценным лекарственным средством. Благодаря низким требованиям по сертификации производители регистрируют свою продукцию как гомеопатическую, чтобы быстрее вывести препарат на рынок. При этом препарат не проходит полный цикл проверок и может быть опасен.